# Intel Core Solo
Die Intel-Core-Solo-Serie ist eine Familie von 32-Bit-Hauptprozessoren für Computer und primär für Notebooks vorgesehen. Sie stellt zusammen mit der Doppelkernvariante Core Duo die Nachfolge der Pentium-M-CPUs dar. Technisch handelt es sich beim Core Solo und dem Core Duo um das gleiche „Yonah“ genannte Die, bei welchem im Fall des Core Solo jedoch einer der beiden Kerne deaktiviert wurde. Die größte Neuerung gegenüber der Vorgängergeneration dem Pentium M ist die SSE3 Unterstützung.

## Nachfolger
Die von Intel beschlossene vollständige Ablösung der NetBurst-Architektur des Pentium 4 und dessen Derivaten vollzieht der Intel Core 2. Diese CPUs besitzen die zum Core weiter verbesserte Intel-Core-Mikroarchitektur.

## Modelldaten Sockel M

### Yonah
Einkernprozessor (Single-Core)
- L1-Cache: 32 + 32 KiB (Daten + Instruktionen)
- L2-Cache: 2048 KiB mit Prozessortakt
- MMX, SSE, SSE2, SSE3, EIST, XD-Bit,  PAE, IVT (nur ULV-Modelle)
- Sockel M, AGTL+ mit 133 oder 166 MHz FSB (“quadpumped”, FSB 533 oder FSB 667)
- Betriebsspannung (VCore): 1,1625–1,3 V
- Leistungsaufnahme (TDP): 5,5–27 W
- Erscheinungsdatum: Januar 2006
- Fertigungstechnik: 65 nm
- Die-Größe: 91 mm² bei 151,6 Millionen Transistoren
- Taktraten: 1,06–1,86 GHz
- Modellnummern:
  - Standard (TDP: 27 W)
    - 133 MHz FSB
      - T1350: 1,86 GHz

    - 166 MHz FSB
      - T1200: 1,50 GHz
      - T1300: 1,66 GHz
      - T1400: 1,83 GHz

  - Ultra Low Voltage (ULV) (TDP: 5,5 W, 133 MHz FSB)
    - U1300: 1,06 GHz
    - U1400: 1,20 GHz
    - U1500: 1,33 GHz